# ورم حدودي
تختلف أورام المبيض الحدودية عن سرطان المبيض الظهاري من حيث معدل حدوثها المنخفض، والارتباط المتكرر بالعقم، وانخفاض الارتباط مع الطفرات في جينات BCRA، والنسب المئوية المختلفة للأنواع النسيجية الأكثر شيوعًا، والتشخيص المبكر، ومعدل البقاء على قيد الحياة المرتفع. تحدث عند النساء الأصغر سنًا، وهذا هو السبب في أن أحد الأهداف هو الحفاظ على الخصوبة. تؤكد أحدث النتائج على أهمية التدرج في العلاج في كل من الجراحة الجذرية والمحافظة بهدف اختيار العلاج الأكثر شمولاً والحصول على تشخيص دقيق.
صُنّفت هذه الأورام ضمن أورام المبيض الظهارية الخبيثة، وتشكل 10-20% من هذه الأورام.
معدل حدوثها منخفض، في أوروبا نحو 4.8/100.000 حالة جديدة سنويًا وفي أميركا ما بين 1.5 و2.5/100.000 حالة سنويًا.
تحدث عند النساء في سن الأربعين تقريبًا (في 27-36% من الحالات تحدث الأورام في سن أصغر)، مقارنة بمتوسط الحدوث في حالة السرطان الغازي وهو عمر 60.
بعض المرضى (16-30%) لا تظهر عليهم أية أعراض عند التشخيص والاكتشاف عرضي.  ومع ذلك، في حال وجود أعراض، فإنها غالبًا ما تكون مبهمة كغيرها من أورام الملحقات الأخرى، مثل: آلام الحوض أو انتفاخ البطن.

## التشخيص
التشخيص المؤكد هو الاختبارات النسيجية. المعايير النسيجية اللازمة للتشخيص هي: تكاثر الخلايا الظهارية، والظهارة الطبقية، وتعدد الأشكال الخلوية، والانحلال، والنشاط الانقسامي.  بالإضافة إلى ذلك، لا يمكن أن يكون هناك غزو أنسجة، وهذا ما يميزها عن السرطانات الغازية.
بمجرد الإزالة الجراحية الكاملة للأورام، فإنها قد تتكرر، وقد تكون من النوع الحدودي (الغالبية)، وفي هذه الحالة لا يتأثر معدل البقاء على قيد الحياة، أو تكون من النوع السرطاني الغازي.

## التدبير

### الجراحة الجذرية
تُجرى عند النساء بعد سن اليأس، واللواتي حققن رغباتهن الإنجابية، حسب المعايير التالية: فحص شامل لتجويف البطن، استئصال البوق والمبيضين، استئصال الرحم الكلي، استئصال القولون، غسل البريتوان للحصول على عينات لفحص الخلايا، استئصال الآفات المشبوهة، وأخذ خزعات متعددة من البريتوان (بما في ذلك الثرب، الوصل المعوي، المساريق، الحوض، والصفاق البطني)، قل استخدام هذه الممارسة نتيجة الحساسية المنخفضة والافتقار الواضح إلى فائدة الخزعات العشوائية عندما لا توجد آفات مشبوهة موجودة.
يمكن أيضًا إجراء استئصال الزائدة الدودية لاستبعاد وجود ورم خبيث في المبيض له أصل سرطان أولي في الزائدة الدودية.
لا يعتبر استئصال العقد اللمفية في الحوض وجانب الأبهر أمرًا ضروريًا لأن إصابة العقد الليمفاوية لا تقلل من معدل البقاء على قيد الحياة، ولا يؤدي استئصالها إلى زيادة ذلك.
يجب أن يؤخذ في الاعتبار أن معدل البقيا على قيد الحياة لمدة خمس سنوات يبلغ 99% عند التشخيص بالنسبة للنساء الأصغر من 40 عامًا، بينما يزداد الوضع سوءًا عند بلوغ سن السبعين، إذ ينخفض معدل البقاء على قيد الحياة لمدة خمس سنوات إلى 85%.

### الجراحة المحافظة
بالنسبة للنساء الأقل من 40 عامًا واللواتي يرغبن بالإنجاب، يمكن استخدام العلاج المحافظ إذا كان تصنيف الورم في المراحل الأولى، ومع ذلك، يجب إعلامهن بأن هذا العلاج قد يقلل من معدل الخصوبة (معدل العقم السابق كان يتراوح ما بين 10-35%) بسبب فقدان أنسجة المبيض والالتصاقات في الحوض. أسوأ عامل إنذاري للنكس هو الجراحة غير المكتملة، مع معدلات نكس تتراوح من 10 إلى 20% مقابل 5% فقط بعد الجراحة الجذرية، على الرغم من أن هذه الأرقام تعتمد على التقنية المستخدمة.
في هذه الحالات، يمكن استخدام استئصال المبيض أو استئصال البوق والمبيض أحادي الجانب أو استئصال المثانة، مصحوبًا، تمامًا كما هو الحال مع الجراحة الجذرية، بفحص التجويف البطني، واستئصال الثُرب، والغسيل البريتواني، واستئصال الآفات المشبوهة، والخزعات البريتوانية المتعددة واستئصال الملحقات. لا تعتبر الخزعة الروتينية من المبيض المقابل أمرًا ضروريًا إلا إذا رأينا الشذوذ بالعين المجردة، لأنها تزيد من خطر حدوث الالتصاقات بعد الجراحة كما أنها ليست ذات قيمة كبيرة من الناحية التشخيصية، كما هو الحال مع الخزعات البريتوانية المتعددة.
فيما يتعلق باستئصال الملحقات، يجب أن يؤخذ في الاعتبار أن هذا الإجراء قد يزيد من خطر النكس المقابل. بالإضافة إلى ذلك، يجب إجراء استئصال المثانة، الذي يؤدي إلى زيادة خطر النكس بنسبة 31%، فقط عند النساء المصابات بأورام ثنائية الجانب، أو عند المرضى الصغار للغاية، قد تؤثر أذية مثل فقدان كتلة كبيرة من أنسجة المبيض سلبًا على خصوبة المريضة لاحقًا (على الرغم من أن الدراسات الحديثة قد حصلت على نتائج خصوبة ممتازة عند المرضى الذين خضعوا لاستئصال البوق والمبيض أحادي الجانب). قد يكون معدل النكس المتزايد بعد استئصال المثانة ناتجًا عن: تمزق الكيس أثناء العملية، أو وجود ورم متعدد البؤر، أو تأثر هوامش الورم بعد استئصال المثانة. معظم أنواع النكس تكون من النوع الحدودي، لذا فهي لا تؤثر على معدلات البقاء على قيد الحياة.
كان هناك الكثير من النقاش حول ما إذا كانت الجراحة المحافظة، وبشكل خاص استئصال المثانة، التي تُجرى باستخدام تنظير البطن، يمكن أن تؤدي إلى معدلات نكس أعلى مقارنة مع عملية إجراء شق جراحي في البطن، بسبب زيادة خطر حدوث الفتوق (14.9% مقابل 7.7%)، والانتشار الخلوي، وزيادة التندب، لكن كانت الآراء بأن إجراء تنظير البطن من قبل أخصائي مدرب، له مزايا مثل انخفاض معدلات الإصابة بالأمراض وتقليل التصاقات ما بعد الجراحة، فضلاً عن تقليل الألم ومدة الاستشفاء.
يستمر النقاش أيضًا حول إمكانية إتمام الجراحة عند المريضات اللواتي خضعن أولاً للجراحة المحافظة، وذلك من خلال استئصال بقايا المبيض نفسه بالإضافة إلى المبيض المقابل بمجرد إنتهاء المريضة من الإنجاب. يبدو أن استئصال الرحم غير ضروري لهؤلاء النساء، إذ لم يُلاحظ ظهور أو نكس أورام الرحم المصلية. يُحدد هذا العلاج فقط للمرضى الذين يعانون من الأورام مع وجود خطورة عالية للنكس. قد يكون من الممكن انتظار حدوث النكس ثم إجراء عملية جراحية جذرية، لأن هذه الحالات لا تؤثر على معدل البقاء على قيد الحياة، ربما لأن الغالبية تحدث في المبيض المقابل تجنبه ويمكن إجراؤها بنجاح. ومع ذلك، هناك أيضًا إمكانية إجراء الجراحة الجذرية في وقت أقرب بسبب التأثير النفسي الناتج عن انتظار حدوث النكس.